# Carl-Wilhelm von Spee

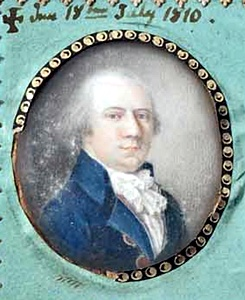
Carl-Wilhelm von Spee

Carl-Wilhelm Franz-Xaver von Spee (* 22. Mai 1758 in Düsseldorf; † 18. Juli 1810 ebenda, auf Schloss Heltorf) war ein Adliger aus dem Geschlecht der Grafen von Spee und stand im Dienste Kurkölns sowie Kurpfalz-Bayerns.

## Abstammung und Familie
Er entstammte der rheinischen Adelsfamilie von Spee und wurde geboren als Sohn des jülich-bergischen Hofkammervizepräsidenten Ambrosius Franziskus von Spee (1730–1791) sowie seiner Gattin Anna Elisabeth Augusta von Hillesheim (1725–1798), einer Tochter des kurpfälzischen Ministers Franz Wilhelm Caspar von Hillesheim (1673–1748). 

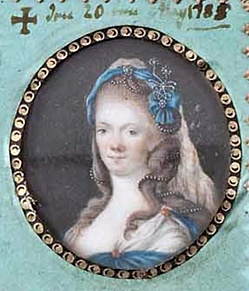
Die Gattin Auguste Elisabeth von Spee geb. von Hompesch-Bolheim

1780 heiratete er Auguste Elisabeth Freiin von Hompesch-Bolheim (1763–1785). Sie war die Tochter des kurpfälzischen bzw. bayerischen Finanzministers Franz Karl Joseph Anton von Hompesch zu Bolheim und die Enkelin des Freiherrn Ludwig Anton von Hacke.
Das Paar hatte vier Kinder:
- Franz von Spee (1781–1839)
- Wilhelm von Spee (* 1782)
- Charlotta von Spee (* 1783)
- Elisabeth von Spee (1785–1834), ⚭ Maximilian von Vietinghoff

## Leben
Carl-Wilhelm Franz-Xaver von Spee trat in die Dienste des Kurfürsten von Köln. Hier wurde er Geheimer Rat und Oberküchenmeister. Bei seiner Heirat im Jahre 1780 hatte er auch die Würden eines kurpfalz-bayerischen Hofkammerrates und Kammerherren inne. Im Herzogtum Jülich-Berg amtierte er als Oberstallmeister.
Der Graf war zudem botanisch interessiert und begründete den Dickenbusch-Park auf seinem Stammsitz Schloss Heltorf. Er besaß aus dem Hillesheimerschen Besitz auch Schloss Ahrenthal, 1806 erwarb er das  
Speesche Palais (heute Stadtmuseum) in Düsseldorf. Insgesamt gehörten ihm neun Rittersitze.
1807 erlitt Spee einen Schlaganfall und blieb teilweise gelähmt, 1810 starb er.   
Er und seine Frau sind die Urgroßeltern des in der neueren deutschen Geschichte bekannt gewordenen Admirals Graf Maximilian von Spee, der 1914 mit seinen beiden Söhnen im Seegefecht bei den Falklandinseln umkam.